# Colombia en la clasificación de Conmebol para la Copa Mundial de Fútbol de 1966
La Selección de Colombia es una de las diez selecciones de fútbol que participaron en la Clasificación de Conmebol para la Copa Mundial de Fútbol de 1966, en la que se definieron los representantes de Conmebol para la Copa Mundial de Fútbol de 1966, que se desarrolló en Inglaterra. 
La etapa preliminar —también denominada eliminatorias— se jugó en América del Sur, desde el 16 de mayo de 1965 y finalizó el 22 de agosto de 1965. En las eliminatorias, se jugaron 4 fechas en cada grupo, con partidos de ida y vuelta.
El torneo definió cinco equipos que representaron a la Confederación Sudamericana de Fútbol en la Copa Mundial de Fútbol. Los tres mejor posicionados de cada grupo, se clasificaron directamente al mundial mientras que Brasil, clasifica automáticamente por el derecho de ser el campeón defensor de la Copa Mundial de Fútbol de 1962.

## Participante
| Selección de fútbol de Colombia |                          |                         |
| Ciudad                          | Estadio                  | Entrenador              |
| Barranquilla                    | Estadio Romelio Martínez | Antonio Julio de la Hoz |
|                                 |                          |                         |
| Federación Colombiana de Fútbol |                          |                         |

## Proceso de clasificación
| Equipo   | Pts | PJ | PG | PE | PP | GF | GC |
| -------- | --- | -- | -- | -- | -- | -- | -- |
| Chile    | 5   | 4  | 2  | 1  | 1  | 12 | 7  |
| Ecuador  | 5   | 4  | 2  | 1  | 1  | 6  | 5  |
| Colombia | 2   | 4  | 1  | 0  | 3  | 4  | 10 |

### Partidos

#### Primera vuelta
| Jornada   | Fecha               | Estadio                                   | Local    |                     | Resultado |                     | Visitante |
| --------- | ------------------- | ----------------------------------------- | -------- | ------------------- | --------- | ------------------- | --------- |
| Jornada 1 | 20 de julio de 1965 | Romelio Martínez, Barranquilla            | Colombia | Bandera de Colombia | 0:1       | Bandera de Ecuador  | Ecuador   |
| Jornada 2 | 25 de julio de 1965 | Monumental Isidro Romero Carbo, Guayaquil | Ecuador  | Bandera de Ecuador  | 2:0       | Bandera de Colombia | Colombia  |

#### Segunda vuelta
| Jornada   | Fecha               | Estadio                        | Local    |                     | Resultado |                     | Visitante |
| --------- | ------------------- | ------------------------------ | -------- | ------------------- | --------- | ------------------- | --------- |
| Jornada 3 | 1 de agosto de 1965 | Nacional de Chile, Santiago    | Chile    | Bandera de Chile    | 7:2       | Bandera de Colombia | Colombia  |
| Jornada 4 | 7 de agosto de 1965 | Romelio Martínez, Barranquilla | Colombia | Bandera de Colombia | 2:0       | Bandera de Chile    | Chile     |

## Estadísticas

### Convocados
Listado de jugadores que participaron en las eliminatorias para la Copa Mundial 1966.
| N.º | Nombre                            | Posición      | Clubes               |
| --- | --------------------------------- | ------------- | -------------------- |
|     | Calixto Avena                     | Portero       | Millonarios          |
|     | Francisco "Ciénaga" López         | Portero       | Unión Magdalena      |
|     | Bonifacio Navarro                 | Portero       | ?                    |
|     | José Ángel Vargas                 | Defensa       | Junior               |
|     | Walberto Maya                     | Defensa       | Junior               |
|     | Carlos "Papi" Peña Navas          | Defensa       | Junior               |
|     | Carlos "Jaricho" Valderrama Puche | Defensa       | Unión Magdalena      |
|     | Aurelio Palacios                  | Defensa       | Unión Magdalena      |
|     | Jorge Lastra                      | Defensa       | Atlético Bucaramanga |
|     | Roberto Torres                    | Defensa       | Millonarios          |
|     | Hermenegildo Segrera              | Defensa       | Junior               |
|     | Miguel Pérez Vega                 | Mediocampista | Junior               |
|     | Joaquín Pardo                     | Mediocampista | Deportes Tolima      |
|     | Antonio Rada                      | Delantero     | Deportivo Pereira    |
|     | Marino "Pintuco" Aguirre          | Delantero     | Deportes Quindío     |
|     | Henry Toscano                     | Delantero     | Deportivo Pereira    |
|     | Luis Oswaldo Moreno               | Delantero     | Unión Magdalena      |
|     | Teobaldo Torres                   | Delantero     | ?                    |
|     | Luis Roy Hernández                | Delantero     | ?                    |
|     | Olinto Fonseca                    | Delantero     | Junior               |
|     | José Emiliano Gómez               | Delantero     | Deportes Quindío     |
|     | Pedro Brugés Yanes                | Delantero     | Unión Magdalena      |
|     | Armando Pérez                     | Portero       | ?                    |
|     | Ascanio Araújo                    | Mediocampista | Deportivo Atlántico  |
|     | Hernando Fidel Tovar              | Portero       | ?                    |
|     | Carlos Julio Pacheco              | Mediocampista | ?                    |

### Goleadores
| Jugador              | Goles anotados | Asis. | PJ |   |
| Hermenegildo Segrera | 2              | -     | -  | - |
| Antonio Rada         | 2              | -     | -  | - |
| -------------------- | -------------- | ----- | -- | - |